# Remaufens
Remaufens (toponimo francese) è un comune svizzero di 1 072 abitanti del Canton Friburgo, nel distretto della Veveyse.

## Storia
Il comune di Remaufens fu istituito nel 1806 per scorporo da quello di Châtel-Saint-Denis.

## Monumenti e luoghi d'interesse
- Chiesa cattolica di San Maurizio, attestata dal 1416 e ricostruita nel 1843[1].

## Società

### Evoluzione demografica
L'evoluzione demografica è riportata nella seguente tabella:
Abitanti censiti

## Infrastrutture e trasporti
Remaufens è servito dall'omonima stazione sulla ferrovia Palézieux-Bulle-Montbovon.

## Amministrazione
Ogni famiglia originaria del luogo fa parte del comune patriziale che ha la responsabilità della manutenzione di ogni bene comune.